# Paolo Levi (scénariste)
Pour les articles homonymes, voir Paolo Levi.
Paolo Levi, né le 20 juillet 1919 à Gênes et mort en 1989 à Rome, était un dramaturge et scénariste italien.

## Biographie
Paolo Levi naît le 20 juillet 1919 à Gênes.
Il est initialement connu comme un romancier sans succès, selon ses propres déclarations, principalement en tant qu'auteur de pièces radiophoniques (Die dunkle Seite des Mondes, 1951; Notwehr – Microfono d'Argento, 1952; Verabredung um 7 Uhr, 1953; Station im Nebel, 1956) et auteur théatre (Anna und das Telefon, 1951; Der Weg ist dunkel, 1953; Der Fall Pinedus; 1955).
Il apparaît comme auteur de romans policiers et écrit environ 25 films sur une période d'environ 30 ans - du début des années 1950 aux années 1980 - principalement des comédies et des giallos. Son scénario pour l'adaptation télévisée Jekyll a particulièrement retenu l'attention.
Levi a émigre en Amérique du Sud pendant le fascisme italien. 
Il meurt en 1989 à Rome.

## Publications
- Legittima difesa, comédie (1952)[3]
- Scacco malto, comédie (1953)[4]
- Il Caso Pinedus : due tempi (1955)
- Giorgio Guarini (1988)[5]
- Bestechungsversuch, Piper (ISBN 3492155634)
- Du springst nur einmal, Scherz (ISBN 3502515662)
- Auf dem Holzweg, Piper (ISBN 3492155081)
- Der Schatten der Schwester, Piper (ISBN 3492155537)

## Filmographie
- 1951 : Moglie per una notte
- 1952 : La Fille du diable (La figlia del diavolo) de Primo Zeglio
- 1955 : Operazione "notte"
- 1960 : Les Fausses Ingénues (Labbra rosse)
- 1961 : Congo vivo
- 1966 : Ah ! Quelle nuit, les amis ! (Che notte, ragazzi!) de Giorgio Capitani
- 1967 : Opération frère cadet (OK Connery) d'Alberto De Martino
- 1967 : Qui êtes-vous inspecteur Chandler ? (Troppo per vivere… poco per morire)
- 1967 : Sept Écossais explosent (7 donne per i Mac Gregor)
- 1974 : Sette ore di violenza per una soluzione imprevista
- 1981 : Nu de femme (Nudo di donna) de Nino Manfredi